# Grosz krakowski

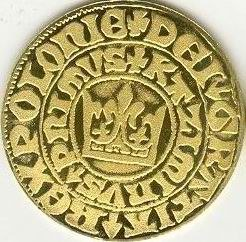
Grosz krakowski. Kopia bita z mosiądzu. Awers.

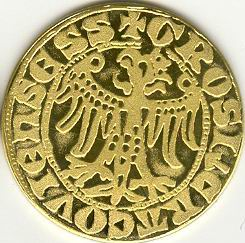
Grosz krakowski. Kopia bita z mosiądzu. Rewers.

Grosz krakowski zwany później groszem polski, groszem litewskim – srebrna moneta polska, wprowadzona przez Kazimierza Wielkiego w 1367 roku. 
Wzorowana na groszu praskim zarówno co do wartości, jak i typologii. Na awersie widniała korona i napis w podwójnym otoku: KAZIMIRVS PRIMVS DEI GRATIA REX POLONIE. Rewers zdobił orzeł otoczony napisem GROSI CRACOVIENSESS. 
Wprowadzenie grosza krakowskiego wiązało się z przeprowadzaną przez króla reformą monetarną. W zjednoczonym po rozbiciu dzielnicowym państwie znajdowały się w obrocie rozmaite monety, bite według różnorodnych stóp menniczych. Ogólnokrajowy zasięg posiadały jedynie grosze praskie. Kazimierz zdawał sobie sprawę, że jego grosz nie ma szans konkurować z czeską monetą, której dominacja opierała się obfitych złożach srebra w Kutnej Horze. Grosze krakowskie były bite ze względów prestiżowych krótko i w niewielkich liczbach, gdyż emisja była nieopłacalna. Dla utrzymania podobnej zawartości srebra (a więc i wartości) jak w groszu praskim, pozyskiwano surowiec z drogiego złomu srebrnego. 
Główną ideą wprowadzenia grosza było ujednolicenie systemu monetarnego, którego grosz stał się podstawową jednostką obliczeniową, chociaż realną funkcję monety pełnił grosz praski. Według tego systemu jeden grosz był wart dwa kwartniki, stąd często nazywano je półgroszami. Trudności jakie miała mennica krakowska ze srebrem spowodowały, że stopy tej nie udało się utrzymać i niebawem za jeden grosz praski żądano w obiegu handlowym czterech kwartników. Kolejną jednostką były ćwierćgrosze (cztery na grosz i dwa na kwartnik), stąd nazywane czasem półkwartnikami. Ćwierćgrosz równał się z kolei czterem denarom (16 denarów na grosz). Najmniejszą jednostką stał się obol. Na grosz potrzebne były 32 obole, czyli osiem na ćwierćgrosz, a dwa na denar. Wyższą jednostką, wyłącznie obrachunkową, był skojec, na który wchodziły dwa grosze. 
Ze względu na brak w Polsce kruszcu reforma spełniła tylko połowicznie swe zadanie. Wprowadzonym systemem posługiwano się praktycznie tylko w handlu lokalnym (miasto i okoliczne wsie). Handel międzymiastowy oraz handel międzynarodowy i tak – jak wszędzie w średniowieczu – opierał się na rzeczywistych relacjach zawartości kruszcu w monetach. 
Grosz krakowski jest bardzo cenną monetą numizmatyczną. Współcześnie znane jest mniej niż 50 egzemplarzy. Na aukcjach numizmatycznych pojawia się bardzo rzadko, stąd trudno określić jego aktualną wartość.